# Windpark Sintfeld
Das Sintfeld, eine Hochfläche zwischen Bad Wünnenberg und dem Marsberger Stadtteil Meerhof in Nordrhein-Westfalen, ist Standort eines der größten zusammenhängenden Gebiete in Europa, die für die Energieerzeugung durch Windkraftanlagen genutzt werden. Seitdem in den 1990er Jahren die ersten einzelnen Anlagen errichtet wurden, entstanden einige große Windparks mit insgesamt mehr als 150 Windkraftanlagen. Der Windpark steht in räumlicher Nähe zum Windpark Asseln.

## Lage und Standortbeschreibung
Die Windparks befinden sich größtenteils im Kreis Paderborn im Regierungsbezirk Detmold, ein kleinerer Teil liegt im Hochsauerlandkreis im Regierungsbezirk Arnsberg. Quer durch das zusammenhängende Windparkgebiet Eilerberg/Meerhof/Elisenhof führt die Bundesautobahn 44. Die Sintfeld-Hochfläche befindet sich am westlichen Rand des Eggegebirges und ist Teil der Paderborner Hochfläche. Da sie als einer der ersten Ausläufer des Mittelgebirges den von Norden kommenden Wind aufhält, eignet sie sich hervorragend für die Nutzung der Windenergie.

## Geschichte

### Bau
Die windreichen Hochebenen um Paderborn werden schon seit Anfang der 1990er Jahre als Windkraftstandort genutzt. Die ersten Anlagen auf dem Sintfeld entstanden 1995 in Meerhof und auf dem Eilerberg. Sie hatten eine Nennleistung von 500 bis 600 kW. Kontinuierlich wurden die Windparks um weitere Anlagen ergänzt, etwa seit 2015 werden zunehmend ältere Anlagen abgebaut und durch leistungsstärkere ersetzt (Repowering).
Die Investitionssumme des Gesamtprojekts lag bei ca. 200 Millionen DM, die überwiegend von Investoren aus der Region getragen wurden, um durch eine hohe Bürgerbeteiligung die Akzeptanz des Windparks in der betroffenen Region zu erhöhen.
Nach Angaben der Betreiber ist das Windgebiet Sintfeld das größte Windgebiet im europäischen Binnenland. Die Einspeisung des Stroms ins öffentliche Stromnetz erfolgt über ein eigens errichtetes Umspannwerk in Meerhof, das als größtes privat errichtetes Umspannwerk Deutschlands gilt.
Beim Bau des Windparks setzte man auf das sogenannte „Verpachtungs- und Beteiligungsmodell“, was bedeutet, dass jedem, auf dessen Land eine Windkraftanlage steht, als Entschädigung für die nicht nutzbare Fläche eine Standortgebühr, die bei 4.000 - 5.000 Euro pro Jahr liegt, gezahlt wird. Falls auch ein Zufahrtsweg zur Windenergieanlage angelegt werden musste, erhält der Besitzer des Landstückes hierfür ebenfalls eine Entschädigung. Zusätzlich werden die Landbesitzer anteilsmäßig am Gewinn aus dem Verkauf des gewonnenen Stroms beteiligt, da dieser nicht von den Bauern direkt genutzt, sondern durch die Herstellerfirmen verkauft wird. Bei der Umsatzbeteiligung werden 5 % des Gesamtgewinns gemäß dem Anteil des jeweiligen Landbesitzers an der Gesamtfläche aufgeteilt.
Insbesondere durch den im Jahr 2001 errichteten Windpark Meerhof mit 26 neuen Anlagen wuchs die Zahl der Windkraftanlagen stetig. Im Jahr 2014 standen 119 Windkraftanlagen in sieben Windparks auf dem Sintfeld.

### Betrieb
Die Betreibergesellschaften der vier ersten Windparks (Meerhof, Eilerberg, Elisenhof, Wohlbedacht) sind unter dem Dach der Sintfeld Rego Strom GmbH zusammengefasst. Die repowerten Anlagen auf dem Eilerberg werden von der Alme Windkraft Verwaltungs GmbH betrieben. Betreiber des Windparks Haaren-Leiberg ist die Westfalen WIND GmbH.

### Energiestiftung
Im Jahr 2013 wurde eine gemeinnützige Stiftung gegründet, die aus einem Teil der Winderträge Projekte in Bad Wünnenberg und Umgebung unterstützt. Die Energiestiftung Sintfeld fördert durch die Ausgabe von Wildkraut-Saatmischungen an Landwirte die Anlage von Ackerrandstreifen.

## Windparks

### Eilerberg

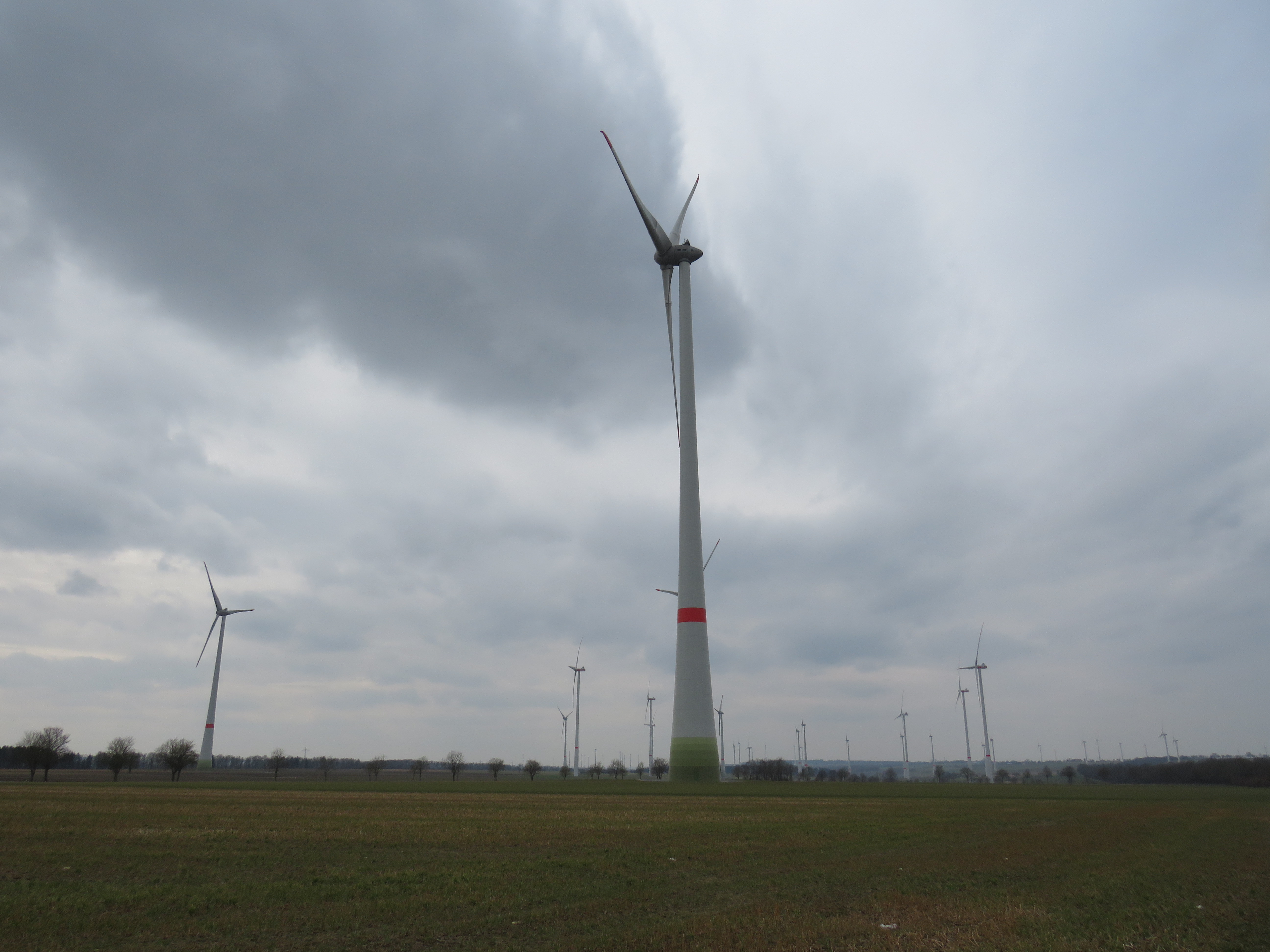
Neue Anlagen auf dem Eilerberg

Der Windpark Eilerberg wurde entlang der Bundesautobahn 44 südlich von Helmern errichtet. Seit 2015 finden umfassende Repowering-Maßnahmen statt. Zurzeit stehen im Park 44 Anlagen mit einer Gesamtleistung von 115,46 MW.
| Anlagentyp           | Baujahr | Leistung (kW) | Anzahl | Bemerkungen                        |
| -------------------- | ------- | ------------- | ------ | ---------------------------------- |
| Nordtank NTK 500/41  | 1995    | 500           | 2      |                                    |
| Tacke TW 600         | 1995    | 600           | 2      |                                    |
| Nordtank NTK 1500/64 | 1997    | 1500          | 1      |                                    |
| Vestas V47-660kW     | 1997    | 660           | 1      |                                    |
| AN Bonus 600/41      | 1998    | 600           | 1      |                                    |
| Vestas V66-1.65MW    | 1997    | 1650          | 5      | Abbau im Zuge des Repowerings 2016 |
| Vestas V66-1.65MW    | 1997    | 1650          | 1      | Abbau im Zuge des Repowerings 2024 |
| Vestas V66-1.65MW    | 1997    | 1650          | 1      |                                    |
| Enercon E-66/18.70   | 2001    | 1800          | 2      | Abbau im Zuge des Repowerings 2015 |
| Enercon E-40/6.44    | 2004    | 600           | 1      |                                    |
| Enercon E-58         | 2004    | 1000          | 2      |                                    |
| Vestas V90-2MW       | 2008    | 2000          | 1      | Abbau im Zuge des Repowerings 2016 |
| Vestas V90-2MW       | 2008    | 2000          | 1      | Abbau im Zuge des Repowerings 2024 |
| Enercon E-82 E2      | 2014    | 2300          | 5      |                                    |
| Enercon E-101        | 2015    | 3050          | 2      |                                    |
| Enercon E-115        | 2015    | 3000          | 5      |                                    |
| Vestas V112-3.3MW    | 2015    | 3300          | 1      |                                    |
| Senvion 3.0M122      | 2015    | 3000          | 1      |                                    |
| Enercon E-70 E4      | 2016    | 2300          | 1      |                                    |
| Enercon E-115        | 2016    | 3000          | 6      |                                    |
| Senvion MM100        | 2016    | 2000          | 1      |                                    |
| Vestas V126-3.45MW   | 2016    | 3450          | 6      |                                    |
| Vestas V126-3.45MW   | 2020    | 3450          | 3      |                                    |
| Enercon E-82 E2      | 2022    | 2300          | 1      |                                    |
| Vestas V162-6.0MW    | 2024    | 6000          | 1      |                                    |
| Vestas V162-6.2MW    | 2024    | 6200          | 1      |                                    |

### Meerhof

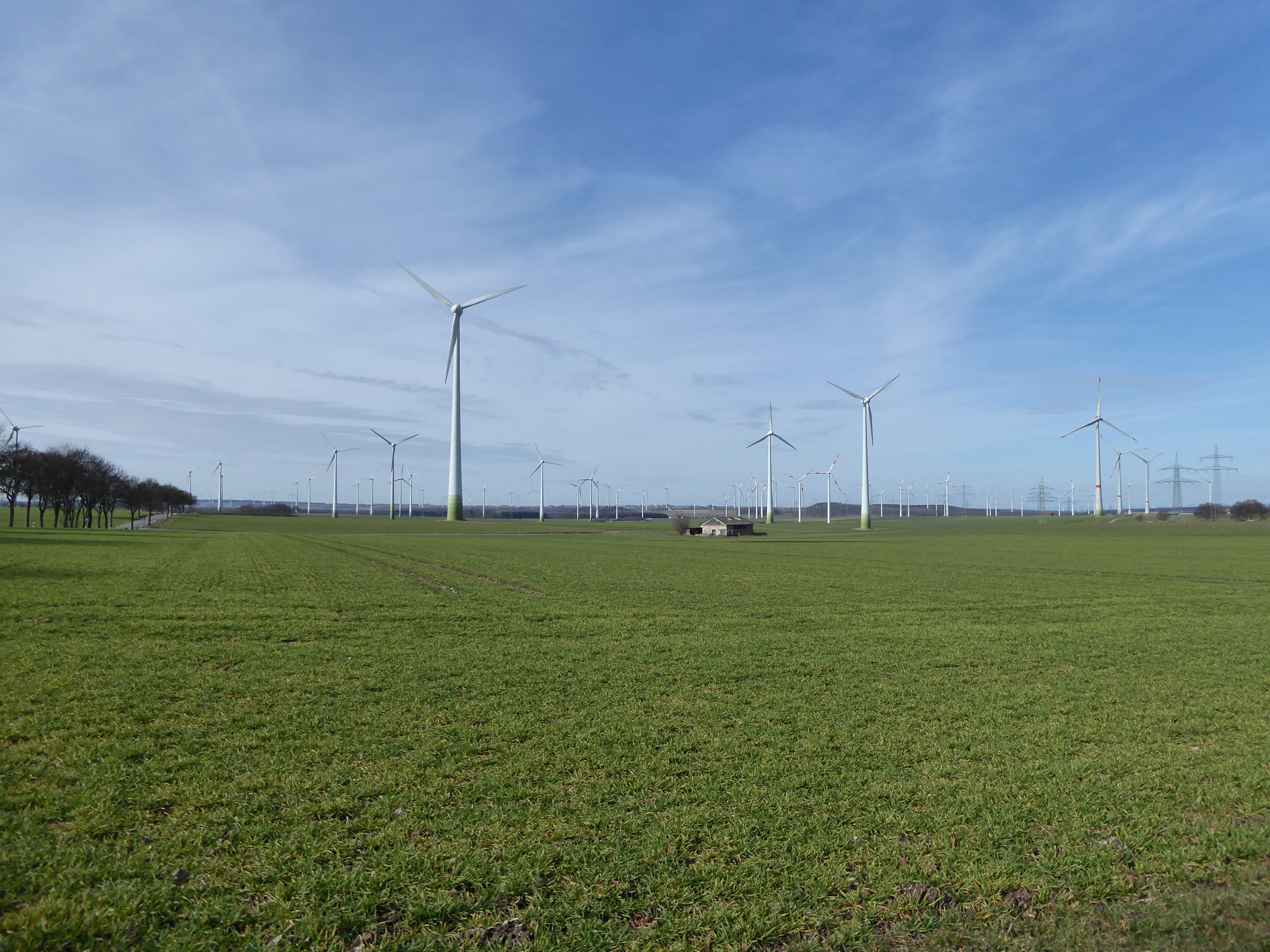
Windenergieanlagen in Meerhof, März 2017

Die ersten Anlagen in Meerhof entstanden 1995. Bis 2002 fand ein erheblicher Ausbau statt. 2016 fand ein erstes Repowering statt. Im Jahre 2020 fand ein weiteres Repowering statt mit Windkraftanlagen der Typen Nordex N149/4500, Enercon E-126 EP3 E2 und Enercon E-138 EP3 E2. Nun stehen 43 Windkraftanlagen mit einer Gesamtleistung von 139,1 MW.

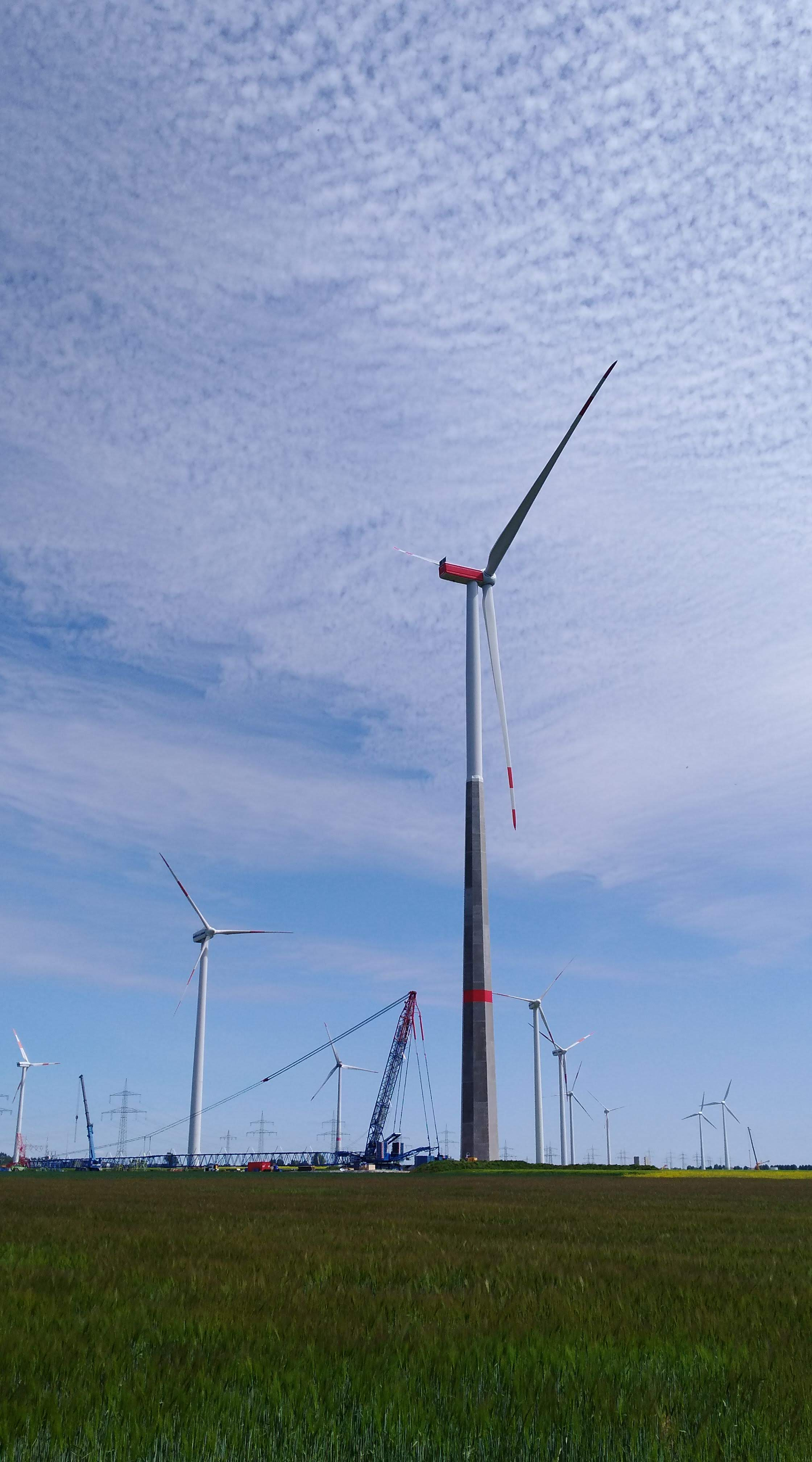
Nordex N149 im Windpark Meerhof

| Anlagentyp           | Baujahr | Leistung (kW) | Anzahl | Bemerkungen                                                           |
| -------------------- | ------- | ------------- | ------ | --------------------------------------------------------------------- |
| Enercon E-40/5.40    | 1995    | 500           | 1      | eine Anlage 2018 abgebaut, es steht aber noch der Turm mit der Gondel |
| Enercon E-40/5.40    | 1995    | 500           | 1      |                                                                       |
| Micon M700-225       | 1996    | 225           | 1      | abgebaut wegen Repowering 2016                                        |
| Micon M1500-600      | 1996    | 600           | 1      | abgebaut wegen Repowering 2016                                        |
| Vestas V66-1.65MW    | 2000    | 1650          | 13     | abgebaut wegen Repowering 2020                                        |
| Enercon E-66/18.70   | 2001    | 1800          | 10     | Abbau wegen Repowering 2020                                           |
| Enercon E-66/18.70   | 2001    | 1800          | 2      | Abbau wegen Repowering 2021                                           |
| Enercon E-66/18.70   | 2001    | 1800          | 2      |                                                                       |
| Enercon E-58         | 2002    | 1000          | 1      | Abbau wegen Repowering 2020                                           |
| Enercon E-58         | 2002    | 1000          | 1      | Abbau wegen Repowering 2021                                           |
| Enercon E-58         | 2002    | 1000          | 1      | Abbau 2025                                                            |
| Enercon E-48         | 2007    | 800           | 1      | Abbau wegen Repowering 2016                                           |
| Enercon E-48         | 2011    | 800           | 1      | Abbau aufgrund des Repowerings 2020                                   |
| Enercon E-82 E2      | 2010    | 2000          | 1      |                                                                       |
| Enercon E-82 E2      | 2014    | 2300          | 4      |                                                                       |
| Enercon E-53         | 2013    | 800           | 3      |                                                                       |
| Enercon E-101        | 2016    | 3050          | 1      |                                                                       |
| Enercon E-115        | 2016    | 3000          | 2      |                                                                       |
| Nordex N131/3300     | 2020    | 3300          | 1      |                                                                       |
| Nordex N149/4500     | 2020    | 4500          | 7      |                                                                       |
| Enercon E-92         | 2020    | 2350          | 1      |                                                                       |
| Enercon E-126 EP3    | 2020    | 4000          | 5      |                                                                       |
| Enercon E-138 EP3 E2 | 2020    | 4200          | 8      |                                                                       |
| Enercon E-126 EP3    | 2021    | 4000          | 2      |                                                                       |
| Enercon E-138 EP3 E2 | 2021    | 4200          | 5      |                                                                       |
| Nordex N149/5.X      | 2022    | 5700          | 3      |                                                                       |
| Enercon E-138 EP3 E2 | 2024    | 4200          | 1      |                                                                       |

### Elisenhof

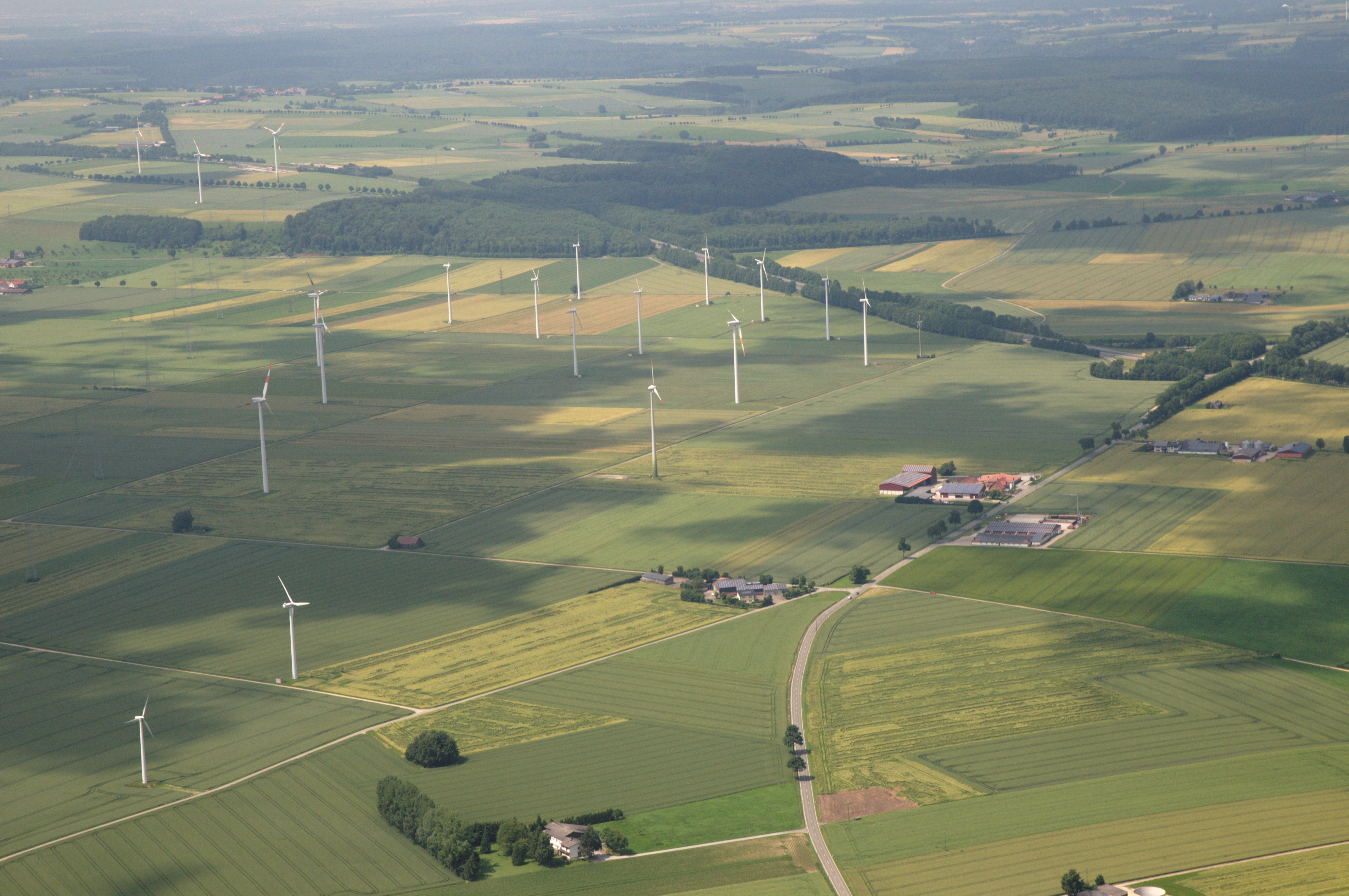
Windpark Elisenhof vor der Erweiterung ab 2016

Der Windpark Elisenhof liegt unmittelbar an der Bundesautobahn 44, seit der Erweiterung im Jahr 2016 stehen die Anlagen des Parks auch nördlich der Autobahn. Nach dem Rückbau der NM48/750 umfasst 7 Windkraftanlagen mit einer Gesamtleistung von 17,3 MW. Aktuell werden zwei neue Anlagen errichtet.
| Anlagentyp         | Baujahr | Leistung (kW) | Anzahl | Bemerkungen           |
| ------------------ | ------- | ------------- | ------ | --------------------- |
| NEG Micon NM48/750 | 2000    | 750           | 9      | Rückbau im Jahre 2021 |
| Enercon E-82 E2    | 2016    | 2300          | 1      |                       |
| Nordex N117/2400   | 2016    | 2400          | 5      |                       |
| Nordex N117/3000   | 2016    | 3000          | 1      |                       |
| Nordex N149/5.X    | 2023    | 5700          | 2      | in Bau                |

### Wohlbedacht

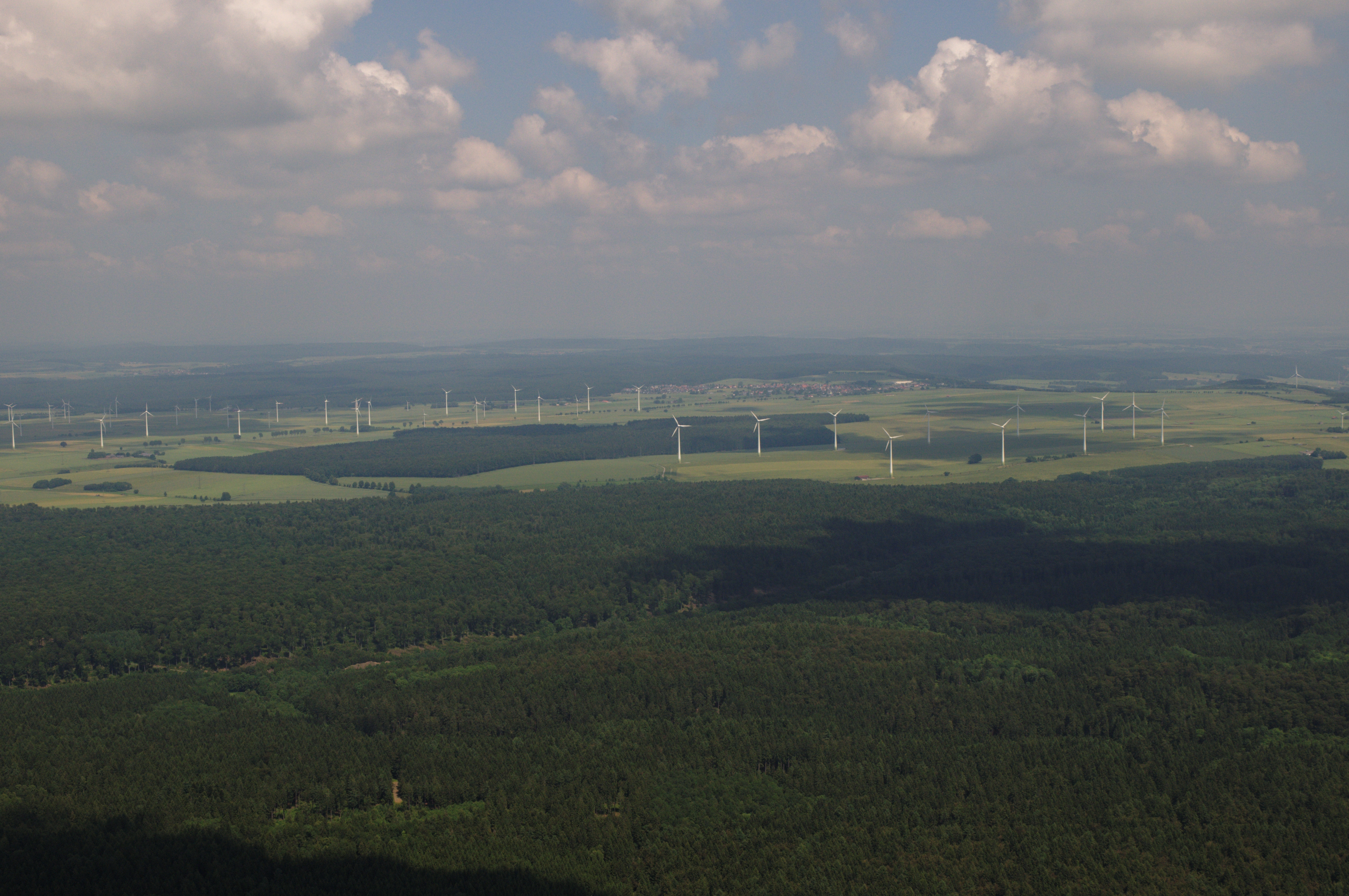
Windpark Wohlbedacht, rechts im Hintergrund

Der Windpark Wohlbedacht umfasst neun Windkraftanlagen der Firma Enercon mit einer Gesamtleistung von 40,38 MW. Dabei wurde der Windpark repowert und 11 Enercon E-66/18.70 und 1 Enercon E-70 durch 1 Enercon E-126 EP3, 5 Enercon E-138 EP3, 1 Enercon E-138 EP3 E3 und 2 Enercon E-160 EP5 E3 ersetzt.
| Anlagentyp           | Baujahr | Leistung (kW) | Anzahl | Bemerkungen   |
| -------------------- | ------- | ------------- | ------ | ------------- |
| Enercon E-66/18.70   | 2001    | 1800          | 10     | abgebaut 2022 |
| Enercon E-70         | 2010    | 2000          | 1      | abgebaut 2025 |
| Enercon E-126 EP3    | 2021    | 4000          | 1      |               |
| Enercon E-138 EP3 E2 | 2022    | 4200          | 5      |               |
| Enercon E-138 EP3 E2 | 2024    | 4200          | 1      |               |
| Enercon E-160 EP5 E3 | 2024    | 5560          | 2      |               |

### Fürstenberg
| Anlagentyp        | Baujahr | Leistung (kW) | Anzahl | Bemerkungen |
| ----------------- | ------- | ------------- | ------ | ----------- |
| Enercon E-82 E2   | 2014    | 2300          | 2      |             |
| Vestas V162-6.2MW | 2025    | 6200          | 2      |             |

Es werden noch zwei weitere Vestas V162-6.2MW geplant sowie fünf Vestas V172-7.2MW

### Haaren-Leiberg
| Anlagentyp           | Baujahr | Leistung (kW) | Anzahl | Bemerkungen |
| -------------------- | ------- | ------------- | ------ | ----------- |
| Enercon E-82 E2      | 2013    | 2300          | 21     |             |
| Enercon E-82 E2      | 2014    | 2300          | 3      |             |
| Enercon E-101        | 2014    | 3050          | 2      |             |
| Enercon E-92         | 2015    | 2350          | 2      |             |
| Enercon E-115        | 2015    | 3050          | 2      |             |
| Vestas V112-3.0MW    | 2015    | 3000          | 1      |             |
| Vestas V112-3.3MW    | 2015    | 3300          | 1      |             |
| Enercon E-138 Ep3 E2 | 2022    | 4200          | 1      |             |

Erweiterung um eine Anlage des Typs Enercon E-138 Ep3 E2 und eine Anlage des Typs Nordex N149/4500 geplant.￼

### Himmelreich

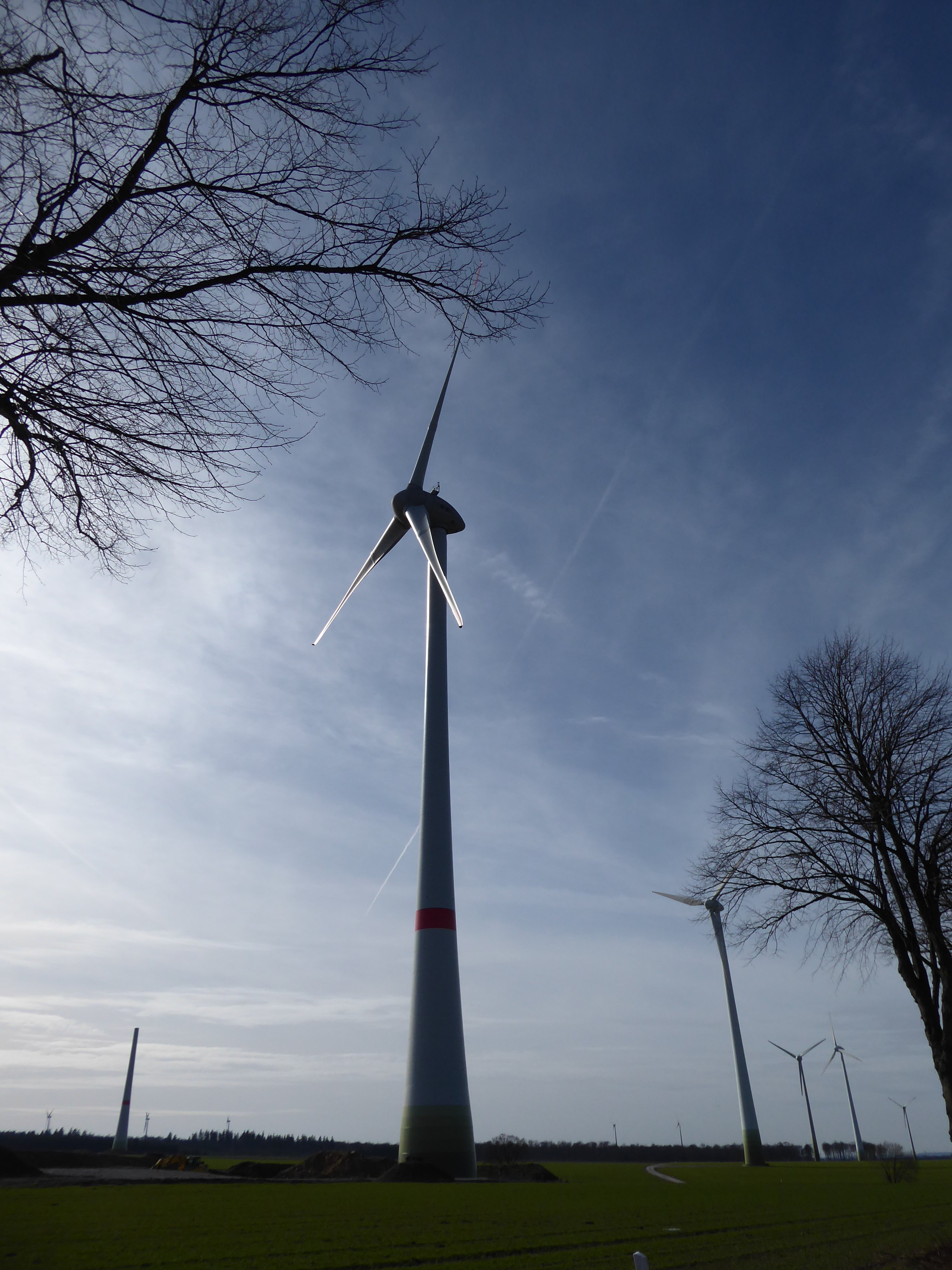
Enercon E-126 EP4 im Windpark Marsberg-Essentho

Im Windpark Himmelreich auf dem Gebiet von Essentho sollten 2016 ursprünglich 16 neue Anlagen der Firma Enercon errichtet werden. Aufgrund eines während der Bauphase verfügten Baustopps des Verwaltungsgerichts Arnsberg konnte nur eine Anlage in Betrieb genommen werden, einige weitere Anlagen sind bis heute nur halbfertig aufgebaut worden. Wäre der Windpark vollständig errichtet worden, würde ein zusammenhängendes Windparkgebiet vom Eilerberg über die Parks Elisenhof und Meerhof bis nach Wohlbedacht entstehen.
Im Dezember 2022 wurde der Baustopp für den Windpark aufgehoben. Die bereits errichtete Enercon E-92 wurde daraufhin wieder in Betrieb genommen. 
Im Jahr 2024 begannen die erneuten Bauarbeiten. Zunächst wird eine letzte Enercon E-115 auf einem der vorhandenen Türme errichtet. Der zweite Turm und alle bereits fertiggestellten Fundamente wurden zurückgebaut, um Platz für neun Windenergieanlagen des Typs Enercon E-160 EP5 E3 zu machen.
| Anlagentyp           | Baujahr   | Leistung (kW) | Anzahl | Bemerkungen                       |
| -------------------- | --------- | ------------- | ------ | --------------------------------- |
| Enercon E-92         | 2017      | 2350          | 1      | wieder in Betrieb                 |
| Enercon E-115        | 2024      | 3050          | 1      | Letzte Enercon E-115 Deutschlands |
| Enercon E-160 EP5 E3 | 2024-2025 | 5560          | 9      | Im Bau                            |

### Dalheim
| Anlagentyp         | Baujahr | Leistung (kW) | Anzahl | Bemerkungen |
| ------------------ | ------- | ------------- | ------ | ----------- |
| Enercon E-92       | 2017    | 2350          | 1      |             |
| Vestas V126-3.45MW | 2019    | 3450          | 1      |             |
| Vestas V112-3.45MW | 2020    | 3450          | 1      |             |
| Vestas V126-3.45MW | 2020    | 3450          | 3      |             |